# 蒂萨真道
蒂萨真道（匈牙利語：Tiszagyenda）是匈牙利亚斯-瑙吉孔-索尔诺克州所辖的一个村，总面积36.93平方公里，总人口989，人口密度26.8人/平方公里（2010年1月1日）。